# Lijst van spelers van Moss FK
Deze lijst omvat voetballers die bij de Noorse voetbalclub Moss FK spelen of gespeeld hebben. De spelers zijn alfabetisch gerangschikt.

## A
- Einar Jan Aas
- Jo Aas
- Trygve Aasen
- Torkild Andersen
- Bengt Andersson
- Martin Andresen
- Amin Askar
- Håkon Askerød

## B
- Aleksander Bachke
- Carsten Bachke
- Kent Bergersen
- Patrice Bernier
- Stian Birkeland
- Kristian Bjerke
- Kim Brodersen

## C
- Michael Carneiro

## D
- Hans Deunk

## E
- Vegard Edelsteen
- Tommy Edvardsen
- Andreas Eikum
- Mahmoud El Haj
- Jala El-Gharbi
- Dagfinn Enerly
- Lars Engedal
- Gudbrand Ensrud
- Fredrik Eriksen
- Nils Eriksen
- Trond Eriksen

## F
- Jan Kristian Fjærestad
- Alexander Forsberg
- Jon-André Fredriksen

## G
- Gunnar Gíslason
- Marius Gjestrumbakken
- Svein Grøndalen
- Vladan Grujić
- Brynjar Gunnarsson
- Clas-André Guttulsrød

## H
- Ola Haldorsen
- Pål Håpnes
- Tom Haraldsen
- Per Haugen
- Gjermund Haugeneset
- Niklas Heia
- Joacim Heier
- Geir Henæs
- Marius Henriksen
- Ole Johnny Henriksen
- Daniel Herrera
- Glenn Holm
- Martin Holmen
- Erik Holtan
- Jørgen Horn
- Øivind Husby
- John Husøy

## I
- Olli Isoaho

## J
- Morten Jacobsen
- Christer Jensen
- Martin Jensen
- Bjørnar Johannessen
- Geir Johansen
- Erland Johnsen
- Anders Juliussen

## K
- Einar Kalsæg
- Jørn Karlsrud
- Mads Kaxrud
- Jan Are Klaussen
- Thomas Klaussen
- Stein Kollshaugen
- Gard Kristiansen
- Lars Kristiansen
- Per Kristiansen
- Jonas Krogstad
- Kenneth Kvalheim
- Raymond Kvisvik

## L
- Frode Larsen
- Arvid Lindberg
- Trygve Løken

## M
- Jan Madsen
- Stuart McManus
- Jonathan Meades
- Johnny Melbye
- Christian Michelsen
- Jacob Mjelde
- Tor Erik Moen
- Morten Moldskred
- John Machethe Muiruri

## N
- Fabian Næss
- Kevin Nicol
- Steffen Nystrøm

## O
- Kjell Olofsson
- John Olsen
- Jan Tore Ophaug
- Arnold Otieno
- Amadou Ouattara
- Jon Eirik Ødegaard
- Lars Øvrebø

## P
- Thomas Pereira
- Christian Petersen
- Branimir Poljac

## R
- Markus Ringberg

## S
- Djejde Sery
- Halvard Simonsen
- John Arvid Skistad
- Jens Skogmo
- Sander Solberg
- Thomas Solberg
- Øyvind Storflor
- Andreas Strand
- Ola Svensson

## T
- Rune Tangen
- Kurt Tunheim

## V
- Fabien Vidalon
- Morten Vinje

## W
- Walter Wallenborg
- Joachim Walltin
- Kasey Wehrman
- Krister Wemberg
- Jarkko Wiss

Clubs: Aalesunds FK · Alta IF · SK Brann · Bryne FK ·  Fredrikstad FK · FK Haugesund · Hønefoss BK · Kongsvinger IL · Lillestrøm SK · FC Lyn Oslo · Molde FK · Moss FK · Odd Grenland · Rosenborg BK · Stabæk Fotball · IK Start · Strømsgodset IF · Tromsø IL · Vålerenga IF ·  Viking FK

Lijsten van voetballers van Noorse clubs: Aalesunds FK · Alta IF · SK Brann · Bryne FK · Fredrikstad FK · FK Haugesund · Hønefoss BK · Kongsvinger IL · Lillestrøm SK · FC Lyn Oslo · Molde FK · Moss FK · Odd Grenland · Rosenborg BK · Stabæk Fotball · IK Start · Strømsgodset IF · Tromsø IL · Vålerenga IF · Viking FK